# Rocky IV (Soundtrack)
Rocky IV ist das Soundtrackalbum zum Film Rocky IV – Der Kampf des Jahrhunderts aus dem Jahr 1985.

## Hintergrund
Im Jahr der Erstveröffentlichung erschien die LP-Version des Albums, die Veröffentlichung der CD-Fassung erfolgte am 10. März 1992. Der Soundtrack avancierte zum Millionenseller, der unter anderem auch durch den Verkaufserfolg der Singles Burning Heart und Living in America getragen wurde.

## Titelliste
1. Burning Heart – Survivor
2. Heart’s on Fire – John Cafferty
3. Double or Nothing – Kenny Loggins & Gladys Knight
4. Eye of the Tiger – Survivor
5. War/Fanfare From Rocky – Vince DiCola
6. Living in America – James Brown
7. No Easy Way Out – Robert Tepper
8. One Way Street – Go West
9. The Sweetest Victory – Touch
10. Training Montage – Vince DiCola

## Singleauskopplungen
| Jahr | Titel Interpretation          | Höchstplatzierung, Gesamtwochen/‑monate, AuszeichnungChartplatzierungen (Jahr, Titel, Interpretation, Platzierungen, Wochen/Monate, Auszeichnungen, Anmerkungen) | Höchstplatzierung, Gesamtwochen/‑monate, AuszeichnungChartplatzierungen (Jahr, Titel, Interpretation, Platzierungen, Wochen/Monate, Auszeichnungen, Anmerkungen) | Höchstplatzierung, Gesamtwochen/‑monate, AuszeichnungChartplatzierungen (Jahr, Titel, Interpretation, Platzierungen, Wochen/Monate, Auszeichnungen, Anmerkungen) | Höchstplatzierung, Gesamtwochen/‑monate, AuszeichnungChartplatzierungen (Jahr, Titel, Interpretation, Platzierungen, Wochen/Monate, Auszeichnungen, Anmerkungen) | Höchstplatzierung, Gesamtwochen/‑monate, AuszeichnungChartplatzierungen (Jahr, Titel, Interpretation, Platzierungen, Wochen/Monate, Auszeichnungen, Anmerkungen) | Anmerkungen                         |
| Jahr | Titel Interpretation          | DE | AT | CH | UK | US | Anmerkungen                         |
| ---- | ----------------------------- | --- | --- | --- | --- | --- | ----------------------------------- |
| 1985 | Burning Heart Survivor        | DE6 (17 Wo.)DE | AT6 (3½ Mt.)AT | CH1 (14 Wo.)CH | UK5 (12 Wo.)UK | US2 (22 Wo.)US | Erstveröffentlichung: Oktober 1985  |
| 1985 | Living in America James Brown | DE12 (15 Wo.)DE | — | CH9 (14 Wo.)CH | UK5 (10 Wo.)UK | US4 (19 Wo.)US | Erstveröffentlichung: November 1985 |

## Rezeption

### Chartplatzierungen
| ChartsChartplatzierungen       | Höchstplatzierung | Wochen |
| ------------------------------ | ----------------- | ------ |
| Deutschland (GfK)              | 2 (25 Wo.)        | 25     |
| Österreich (Ö3)                | 2 (18 Wo.)        | 18     |
| Schweiz (IFPI)                 | 1 (21 Wo.)        | 21     |
| Vereinigte Staaten (Billboard) | 10 (… Wo.)        | …      |
| Vereinigtes Königreich (OCC)   | 3 (22 Wo.)        | 22     |

| ChartsJahrescharts (1986) | Platzierung |
| ------------------------- | ----------- |
| Deutschland (GfK)         | 25          |
| Österreich (Ö3)           | 11          |
| Schweiz (IFPI)            | 15          |

### Auszeichnungen für Musikverkäufe
| Land/Region                  | Auszeichnungen für Musikverkäufe (Land/Region, Auszeichnung, Verkäufe) | Verkäufe  |
| ---------------------------- | ---------------------------------------------------------------------- | --------- |
| Belgien (BRMA)               | Gold                                                                   | 25.000    |
| Deutschland (BVMI)           | Gold                                                                   | 250.000   |
| Frankreich (SNEP)            | Gold                                                                   | 100.000   |
| Italien (FIMI)               | Gold                                                                   | 25.000    |
| Kanada (MC)                  | Platin                                                                 | 100.000   |
| Niederlande (NVPI)           | Gold                                                                   | 50.000    |
| Vereinigte Staaten (RIAA)    | Platin                                                                 | 1.000.000 |
| Vereinigtes Königreich (BPI) | Gold                                                                   | 100.000   |
| Insgesamt                    | 6× Gold · 2× Platin ·                                                  | 1.650.000 |